# アルトゥーロ・ミチェレーナ国際空港
アルトゥーロ・ミチェレーナ国際空港 (スペイン語:Aeropuerto internacional Arturo Michelena) は、ベネズエラのバレンシア市にある空港である。IATA空港コードはVLN。 ICAO空港コードはSVVA。空港名は、バレンシア生まれの芸術家アルトゥーロ・ミチェレーナに由来する。
ターピアル・エアラインズのハブ空港であり、アビオール・エアラインズの第二ハブ空港でもある。

## 航空会社と就航地
| 航空会社                               | 就航地 |
| -------------------------------------- | --- |
| アビオール・エアラインズ               | ジェネラル・ホセ・アントニオ・アンゾアテギ国際空港, ボゴタ, サントドミンゴ                                                                   |
| コンビアサ航空                         | サンティアゴ・ マリーニョ・カリビアン国際空港                                                                                                |
| コパ航空                               | パナマシティ |
| LASER Airlines                         | サンティアゴ・ マリーニョ・カリビアン国際空港                                                                                                |
| スカイ・ハイ・アビエーション・サービス | サントドミンゴ |
| ターピアル・エアラインズ               | マラカイボ, パナマシティ,サンティアゴ・ マリーニョ・カリビアン国際空港, プンタ・カナ, サントドミンゴ, マヨール・ブエナベンチュラ・ビバス空港 |

### ベネズエラ国内
- ジェネラル・ホセ・アントニオ・アンゾアテギ国際空港（英語版、スペイン語版）
- サンティアゴ・ マリーニョ・カリビアン国際空港（英語版）
- マラカイボ
- マヨール・ブエナベンチュラ・ビバス空港（英語版、スペイン語版）

### ベネズエラ国外
コロンビア
- ボゴタ

 ドミニカ共和国
- サントドミンゴ
- プンタ・カナ

 パナマ
- パナマシティ